# O Preço da Traição
Chloe (prt/bra: O Preço da Traição) é um filme franco-canado-estadunidense de 2009, dos gêneros suspense e drama, dirigido por Atom Egoyan. É estrelado por Julianne Moore como Catherine que, após suspeitar que seu marido (Liam Neeson) a trai, decide contratar Chloe (Amanda Seyfried), uma prostituta de luxo.
Trata-se de uma refilmagem de Nathalie..., de Anne Fontaine. O roteiro foi escrito por Erin Cressida Wilson, baseado no original de Anne Fontaine. 
Foi gravado em 37 dias na cidade de Toronto entre fevereiro e março de 2009. Vários famosos pontos de referência podem ser vistos como o Allan Gardens, Cafe Diplomatico, The Rivoli, Windsor Arms Hotel, Royal York Hotel, Royal Ontario Museum, CN Tower, Art Gallery of Ontario e o Ontario College of Art.

## Elenco
| Ator             | Papel             |
| ---------------- | ----------------- |
| Julianne Moore   | Catherine Stewart |
| Liam Neeson      | David Stewart     |
| Amanda Seyfried  | Chloe             |
| Max Thieriot     | Michael Stewart   |
| R.H. Thomson     | Frank             |
| Nina Dobrev      | Anna              |
| Meghan Heffern   | Miranda           |
| Natalie Lisinska | Eliza             |
| Mishu Vellani    | Recepcionista     |

## Produção
Anne Fontaine disse que planejava escrever um roteiro totalmente novo no filme de Egoyan mas não fugindo do original. Ela ainda também disse que não estava feliz com Nathalie X, porque as duas atrizes principais do filme opôs a intenção original para uma relação lésbica. Na estreia de Chloe, o direitor Egoyan disse que recebeu muitos scripts de thrillers eróticos.
O produtor executivo do filme, Jason Reitman, ajudou a convencer Amanda Seyfried para estrelar o filme. Erin Cressida Wilson escreveu o papel de Catherine especificamente com Julianne Moore em mente.
Espelhos freqüentemente aparecem no filme, e quando são, geralmente há mais de um no mesmo local. Um exemplo seria a cena no quarto de motel entre Chloe e Catherine.
A esposa de Liam Neeson, Natasha Richardson, teve um acidente grave de esqui durante as filmagens do filme. Neeson teve que deixar o set de gravação para cuidar de sua esposa, que fatalmente faleceu alguns dias depois. O diretor parou a agenda do filme pois Neeson tinha se ausentado. Após alguns dias depois da morte da sua esposa, Neeson voltou às gravações e filmou o restante de suas cenas em dois dias.
Marca uma das poucas vezes em que o diretor Atom Egoyan não utilizou sua esposa, Arsinée Khanjian, em um papel.

## Recepção
No consenso do agregador de críticas Rotten Tomatoes diz: "Apesar de (...) uma premissa excitante, Chloe acaba falhando em entregar o calor - ou as emoções - esperado de um suspense erótico." Na pontuação onde a equipe do site categoriza as opiniões da grande mídia e da mídia independente apenas como positivas ou negativas, o filme tem um índice de aprovação de 51% calculado com base em 163 comentários dos críticos. Por comparação, com as mesmas opiniões sendo calculadas usando uma média aritmética ponderada, a nota alcançada é 5,7/10.
Em outro agregador, o Metacritic, que calcula as notas das opiniões usando somente uma média aritmética ponderada de determinados veículos de comunicação em maior parte da grande mídia, tem uma pontuação de 48/100, alcançada com base em 33 avaliações da imprensa anexadas no site, com a indicação de "revisões mistas ou neutras".
Roger Ebert do Chicago Sun-Times deu ao filme 3,5 de 4 estrelas,, enquanto que Elizabeth Weitzman do New York Daily News deu ao filme 5 estrelas.
Vários meses após o lançamento do DVD de Chloe, Atom Egoyan disse que Chloe tinha arrecadado mais dinheiro do que qualquer outro de seus filmes.